# George Foster
Pour les articles homonymes, voir George Foster (homonymie) et Foster.
George Foster, né George Arthur Foster le 1er décembre 1948 à Tuscaloosa (Alabama), est un joueur de baseball américain évoluant en baseball majeur entre 1969 et 1986. De 1971 à 1981, il fait partie de la puissante équipe des Reds de Cincinnati, surnommée à l'époque « The Big Red Machine ». Il est sélectionné à 5 reprises sur les équipes d'étoiles de la Ligue nationale, est désigné le joueur par excellence du circuit en 1971, et il remporte la Série mondiale avec les Reds en 1975 et 1976.

## Giants de San Francisco
George Foster est sélectionné par les Giants de San Francisco en troisième ronde du repêchage amateur de 1968, alors qu'il fréquente le High School à Laundale, en Californie. Il fait ses débuts avec les Giants à l'âge de 20 ans le 10 septembre de l'année suivante. Il porte les couleurs de l'équipe jusqu'à ce qu'il soit échangé aux Reds de Cincinnati le 29 mai 1971.

## Reds de Cincinnati
C'est dans l'uniforme des Reds que George Foster passe les meilleures années de sa carrière, de 1971 à 1981. Il connaît sa meilleure saison en 1977, alors qu'il affiche une moyenne au bâton de ,320, avec 52 circuits et 149 points produits, dans les deux cas un sommet dans la Ligue nationale pour la saison. Il est proclamé le joueur par excellence de la ligue en 1971 et prend part à la conquête de Série mondiale en 1975 et en 1976.

## Mets de New York
Avec un an à écouler à son contrat, Foster demande une nouvelle entente de 5 ans avec les Reds, qui lui est refusée. Il est échangé en retour de trois joueurs le 10 février 1982 aux Mets de New York, qui consentent à lui accorder un pacte de 5 ans pour 10 millions de dollars. Libéré par les Mets au milieu de la saison 1986, Foster se joint aux White Sox de Chicago à titre de joueur autonome. Il ne sera utilisé par les White Sox que pendant 15 matchs avant de prendre sa retraite. 

## Statistiques offensives en ligues majeures[1]

### Saisons régulières
| Années | Équipes           | M    | H    | HR  | RBI  | BA   |
| ------ | ----------------- | ---- | ---- | --- | ---- | ---- |
| 1969   | San Francisco     | 9    | 2    | 0   | 1    | .400 |
| 1970   | San Francisco     | 9    | 6    | 1   | 4    | .316 |
| 1971   | San Francisco     | 36   | 28   | 3   | 8    | .267 |
| 1971   | Cincinnati        | 104  | 86   | 10  | 50   | .234 |
| 1972   | Cincinnati        | 59   | 29   | 2   | 12   | .200 |
| 1973   | Cincinnati        | 17   | 11   | 4   | 9    | .282 |
| 1974   | Cincinnati        | 106  | 73   | 7   | 41   | .264 |
| 1975   | Cincinnati        | 134  | 139  | 23  | 78   | .300 |
| 1976   | Cincinnati        | 144  | 172  | 29  | 121  | .306 |
| 1977   | Cincinnati        | 158  | 197  | 52  | 149  | .320 |
| 1978   | Cincinnati        | 158  | 170  | 40  | 120  | .281 |
| 1979   | Cincinnati        | 121  | 133  | 30  | 98   | .302 |
| 1980   | Cincinnati        | 144  | 144  | 25  | 93   | .273 |
| 1981   | Cincinnati        | 197  | 122  | 22  | 90   | .295 |
| 1982   | New York Mets     | 170  | 136  | 13  | 70   | .247 |
| 1983   | New York Mets     | 157  | 145  | 28  | 90   | .241 |
| 1984   | New York Mets     | 146  | 149  | 24  | 86   | .269 |
| 1985   | New York Mets     | 129  | 119  | 21  | 77   | .263 |
| 1986   | New York Mets     | 72   | 53   | 13  | 38   | .227 |
| 1986   | Chicago White Sox | 15   | 11   | 1   | 4    | .216 |
| TOTAUX |                   | 1977 | 1925 | 348 | 1239 | .274 |

### En Série mondiale
| Années | Équipes    | M | H | HR | RBI | BA   |
| ------ | ---------- | - | - | -- | --- | ---- |
| 1972   | Cincinnati | 2 | 0 | 0  | 0   |      |
| 1975   | Cincinnati | 7 | 8 | 0  | 2   | .276 |
| 1976   | Cincinnati | 4 | 6 | 0  | 4   | .429 |

## Titres et honneurs
- Joueur par excellence de la Ligue nationale (1977)
- Membre de l'équipe d'étoiles de la Ligue nationale (1976-1979, 1981)
- Joueur par excellence du Match des étoiles (1976)
- Plus grand nombre de points produits de la LN (1976-1978)
- Plus grand nombre de coups de circuit de la LN (1977, 1978)
- Gagnant du prix Silver Slugger (1981)
- Champion de la Série mondiale (1975, 1976)
- Membre du Temple de la renommée des Reds de Cincinnati